# Harold C. Syrett
Harold Coffin Syrett (* 1913 in Brooklyn; † 29. Juli 1984 in Hudson) war ein US-amerikanischer Historiker. Er war Herausgeber der Hamilton Papers, einer Sammlung von Werken von Alexander Hamilton.

## Leben
Syrett studierte an der Wesleyan University Ökonomie. Er promovierte an der Columbia University in Geschichte. Dort war er von 1941 bis 1961 Professor. Von 1962 bis 1965 war er Dean des Queens College und von 1966 bis 1967 war er Vizekanzler des State University of New York. 1967 wurde er zum Präsident des Brooklyn College ernannt, wovon er zwei Jahre später wegen seiner Gesundheit zurücktrat. 1969 bis zu seinem Ruhestand 1979 lehrte er an der City University of New York Geschichte. Ab 1955 arbeitete er an den Hamilton Papers. Er starb 1984 an Hepatitis, an der er sich während einer Hüften-Operation ansteckte.
Seine Frau war Patricia McCarthy, mit der er drei Söhne hatte. Sie half ihm bei den Hamilton Papers.

## Werk
Syretts 1944 veröffentlichtes The City of Brooklyn, 1865–1898: A Political History ist eine Geschichte der politischen Aktivität in Syretts Heimatstadt Brooklyn vom Ende des Sezessionskrieges bis zum endgültigen Zusammenwachsen Brooklyns mit dem angrenzenden New York City. Richard B. Morris betont den Bedarf für eine ähnliche Analyse über New York City. Basil L. Lee lobt das Buch.
Teil der Makers of American Tradition Series ist Andrew Jackson: His Contribution to the American Tradition, welches den Einfluss von Andrew Jackson auf die Vereinigten Staaten zu erklären sucht. Das Buch besteht aus zwei Teilen: Im ersten Teil stellt Syrett die wichtigsten Charaktereigenschaften von Jackson fest. Im zweiten Teil sammelt er die wichtigsten Schriften Jacksons. Syrett meint, dass Jacksons wichtigster Beitrag zur amerikanischen Tradition das Prinzip der Regierung durch die Mehrheit, der er erstmal effektive Führung gab, war. Zwar sei die Jacksonian Democracy, wie die Ideologie Jacksons von Historikern bezeichnet wird, teils eine Nachfolge der Jeffersonian Democracy, wie die Ideologie Thomas Jeffersons von Historikern bezeichnet wird, doch gäbe es Unterschiede in den Perspektiven der Ideologien: Jefferson wollte das Individuum gegen die Regierung mit einer schwachen Regierung schützen, während Jackson das Individuum mit einem starken Volk und Anführer schützen wollte. Jacksons ökonomische Politikten seien aber nicht für Arbeiter. In einer Sammelrezension von den ersten drei Büchern der Makers of American Tradition Series lobt Hal Bridges den hohen Standard, den diese setzen. Charles Grier Sellers, Jr. kritisiert Syretts Schluss über die ökonomischen Politiken von Jackson. Syrett würde sich zu sehr auf Jacksons frühes Leben, während dem er sich mit Reichen alliierte, verlassen. Ansonsten sei das Buch ein wertvoller Beitrag zur Historiografie Jacksons.
Syretts Hauptwerk waren die Hamilton Papers, die er über 25 Jahre in 27 Bänden zusammenstellte. Die erste Phase im Zusammenstellen dieser war das Finden von 19000 Dokumenten von Hamilton, wofür er 4000 persönliche Briefe sandte und mehrere Gesandte zu Lagern von Manuskripten schickte. Zweitens kam das Lesen und Übertragung der oft beschädigten Dokumenten. Der letzte und wichtigste Schritt war das Editieren des gesammelten Materials. Hierfür mussten Syrett und seine Helfer hauptsächlich Einleitungen zu den Werken Hamiltons schreiben, in denen sie u. a. Ursprünge der Ideen Hamiltons erklären. Die ersten 26 Bänder wurden in Datum eingeteilt, während das Letzte aus einem Index und neu gefundenen Briefen besteht und postum veröffentlicht wurde. Angeblich soll Syrett es in Betracht gezogen haben, das Werk Aaron Burr zu widmen, der Hamilton 1804 in einem Duell ermordet hatte – ohne ihn sei die Vollendung der Hamilton Papers nicht möglich gewesen. Rezensionen für die Werksammlung waren enthusiastisch, so nannte Noble E. Cunningham es monumental; es sei ein definitives Standardwerk. Nach der Fertigstellung der Hamilton Papers wurde viel Fachliteratur zu Hamilton veröffentlicht, z. B. Biografien von Jacob E. Cooke, Marie B. Hecht und Noemie Emery.

## Veröffentlichungen (Auswahl)
Autor
- The City of Brooklyn, 1865-1898: A Political History Columbia University Press, New York 1944
- Andrew Jackson: His Contribution to the American Tradition (= Makers of American Tradition Series) Bobbs-Merill Company, Indianapolis 1953

Herausgeber
- George B. McClellan junior: The Gentleman and the Tiger J. B. Lippincott, Philadelphia 1956
- Interview in Weehawken: The Burr-Hamilton Duel, as told in the original Documents Wesleyan University Press, Middletown 1960 (hrsg. zusammen mit Jean G. Cooke, Nach- und Vorwort von Willard M. Wallace)
- The Papers of Alexander Hamilton. 27 Bände. Columbia University Press, New York 1961–1987.